# Henri Boulad
Pour les articles homonymes, voir Boulad.
Henri Boulad (en arabe : هنرى بولاد, né le 28 août 1931 à Alexandrie (Royaume d'Égypte) et mort le 14 juin 2023 au Caire (Égypte), était un prêtre jésuite de rite melkite et un écrivain égyptien.

## Biographie
Henri Boulad est né à Alexandrie en 1931. Par son père, il est issu d'une famille syrienne chrétienne de rite grec-melkite catholique originaire de Damas mais installée en Égypte dès les années 1860. La famille Boulad appartient à la vieille bourgeoisie damascène, longtemps spécialisée dans la fabrication et le négoce de la soie, elle a donné de nombreux hommes d'Église dont le Père Abdel Messih Boulad (Damas) et le Père Antoune Boulad SB (Monastère basilien du Saint-Sauveur, Liban).
En 1950, Henri Boulad entre au noviciat des jésuites à Bikfaya, au Liban. De 1952 à 1954, il étudie au juvénat de Laval (France), puis, de 1954 à 1957, il étudie la philosophie au scolasticat jésuite de Chantilly, toujours en France. Il enseigne deux ans au Collège de la Sainte-Famille, au Caire. Après un cycle d'études théologiques (de 1959 à 1963 au Liban), il est ordonné prêtre en 1963 selon le rite melkite. En 1965, il participe à un programme de formation des Jésuites à Pomfret, au Connecticut, et obtient un doctorat en psychologie scolaire de l'Université de Chicago,.
Revenu dans son pays, l'Égypte, il y vit depuis 1967. Il est supérieur religieux des jésuites d'Alexandrie, puis provincial des jésuites du Proche-Orient, et professeur de théologie au Caire. En 2004, il devient recteur du Collège de la Sainte-Famille des Jésuites du Caire.
Il est fortement engagé au service des déshérités, chrétiens et musulmans, engagement qui se poursuit avec son implication à la  Caritas. De 1984 à 1995, il est directeur de Caritas Égypte, et président de Caritas Afrique du Nord et Moyen-Orient. De 1991 à 1995, il est vice-président de Caritas International pour le Moyen-Orient et l'Afrique du Nord.
Henri Boulad a publié près de 30 livres dans 15 langues, en particulier en français, en arabe, en hongrois et en allemand.
Il a été élevé au grade de commandeur de l'ordre des Palmes académiques.
En 2017, il reçoit la nationalité hongroise et loue la politique actuelle de la Hongrie de défendre les communautés chrétiennes traditionnelles en Europe et ailleurs comme un signe pour l'avenir.

## Décoration
- Commandeur de l'ordre des Palmes académiques

## Publications
- La famille : de l'enracinement à la liberté (Éditions Médiaspaul, 2016)  (ISBN 978-2-89760-084-6)
- Mourir, c'est naître : l'amour, la mort et l'au-delà (Éditions Médiaspaul, 2015)  (ISBN 978-2-89420-996-7)
- La foi et le sens (Éditions Médiaspaul, 2014)  (ISBN 978-2-89420-945-5)
- Jésus de Nazareth : Qui es-tu ? (Éditions Anne Sigier, 2006)  (ISBN 2-89129-478-5)
- Le Mystère de l’Être (Éditions Anne Sigier, 2006)  (ISBN 2-89129-483-1)[6]
- L'Islamisme (Fidelite, 2004, avec Philippe Lenoir, Charles Delhez et Joseph Maïla)  (ISBN 2-87356-292-7)
- Changer le monde : Expérience mystique et engagement (Saint-Augustin, 2004)  (ISBN 2-88011-339-3)
- Chasteté et consécration (Éditions Anne Sigier, 2003)  (ISBN 2-89129-426-2)
- Amour et Sexualité (Éditions Anne Sigier, 2003)  (ISBN 2-89129-424-6)
- L'Amour Fou de Dieu (Éditions Anne Sigier, 2002)  (ISBN 2-89129-362-2)
- L'Amour et le Sacré (Éditions Anne Sigier, 2002)  (ISBN 2-89129-425-4)
- Paraboles d'aujourd'hui (Éd. Saint-Augustin, 2000)  (ISBN 2-88011-183-8)
- L'anti-destin : l'homme face à sa liberté (Presses de la Renaissance, 1999)  (ISBN 2-85616-731-4)
- Les dimensions de l'amour (Albin Michel, 1996)  (ISBN 2-226-08731-1)
- L'Homme et le mystère du temps (Téqui, 1987)  (ISBN 2-85244-836-X)